# Amstel (sör)

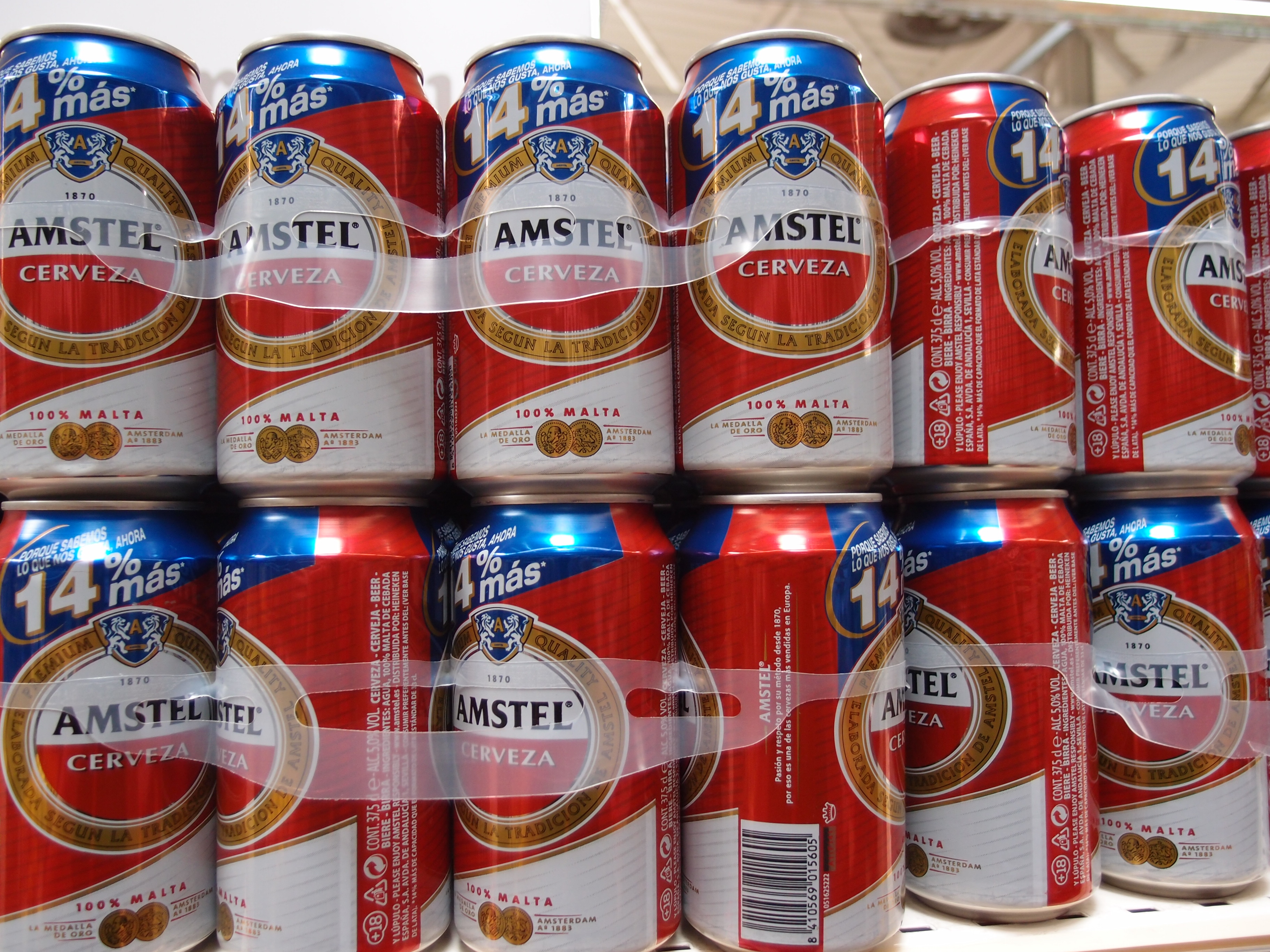

Az Amstel egy holland sör, amit 1870 óta gyártanak. 

## Története
A régi sörfőzde Amszterdam folyójának, az Amstelnek a közelében helyezkedett el, melynek vizét a sör hűtésére használták.
Az 1883-as évtől az Amstel átlépte Hollandia határait. A gyár a következő évtizedekben jelentős fejlődésen ment keresztül, nagyságrendekkel nőtt a termelési kapacitás, és jelentős piaci pozícióit az első majd második világháború csapásai ellenére is megőrizte. 1926-ban Hollandia sörexportjának egyharmadát már az Amstel adta, 1946-ban pedig megközelítette annak felét. 1968-ban egyesült a Heinekennel, ami a márka megtartása mellett felvásárolta az Amstelt.
Magyarországon 1991-ben került bevezetésre a márka, amely először használt az ipari szabványoktól eltérő, egyedi csomagolóanyagot (piros rekesz és egyedi üvegforma). Az Amstel nevéhez több innováció is fűződik, mint az első hordozható, otthoni használatra alkalmas söröshordó (Stoup elnevezéssel) vagy például a letéphető kupak, mely a „rip-top” nevet kapta. Ma az Amstel sört a világ sok pontjára exportálják, és jelenleg több mint 90 országban érhető el.

## Fajtái

### Amstel Pulse
Közepesen keserű, világos sör, mely a prémium sörökre jellemző alkoholtartalommal rendelkezik.
2007-ben vezette be a Heineken Hungária Zrt. az Amstel család legújabb tagját az Amstel Pulse-t. A formatervezett, dombornyomott üveg 2008 nyarán elnyerte az Arany Oroszlán díjat csomagolás design kategóriában. A mikroszűrési technológiának köszönhetően az Amstel Pulse-t teljesen tisztára szűrik.

### Amstel Beer
Prémium minőségű világos sör, aranysárga színnel, komlóvirág szaggal. Jellemzője a kesernyés íz, enyhe édeskés utóízzel.

## Külső hivatkozások
- Az Amstel hivatalos weboldala
- maipiac.hu